# Gynenomis
Gynenomis is een geslacht van vlinders van de familie grasmotten (Crambidae), uit de onderfamilie Pyraustinae.

## Soorten
- G. mindanaoensis Munroe & Mutuura, 1968
- G. sericealis Wileman & South, 1917